# Бузанева Євгенія Вікторівна
Євгенія Вікторівна Бузанєва (народилася 1 березня 1937, м. Олександрія, Кіровоградська область) — український фізик, доктор фізико-математичних наук (1988).

## Біографія
Євгенія Бузанєва вона
| Текст вилучений зі статті через підозру в порушенні авторських прав |
| --- |
| Текст, що раніше перебував на цій сторінці, запідозрено в порушенні авторських прав на текст із таких джерел: https://rex.knu.ua/staff/b/buzaneva-yevgeniya-viktorivna/ Дата, коли було знайдено порушення: 4 серпня 2025. Тому, хто повісив цей шаблон: На сторінку обговорення користувача, який розмістив цю статтю, варто додати повідомлення {{subst:nothanks cv\|Бузанева Євгенія Вікторівна\|url=https://rex.knu.ua/staff/b/buzaneva-yevgeniya-viktorivna/. |
| До уваги користувача, який розмістив цю статтю Не редагуйте статтю зараз, навіть якщо ви збираєтеся її переписати. Дотримуйтесь вказівок нижче. - Якщо власник авторських прав на зазначений вище матеріал дозволяє використовувати його на умовах GNU FDL без незмінюваних секцій та Creative Commons із зазначенням автора / розповсюдження на тих самих умовах, будь ласка, сповістіть про це на сторінці обговорення цієї статті. - Якщо правовласником є ви, додайте на зазначеному вище ресурсі примітку: «Матеріали дозволено використовувати на умовах GNU FDL без незмінюваних секцій та Creative Commons із зазначенням автора / розповсюдження на тих самих умовах». - Якщо дозволу на використання цього матеріалу немає, будь ласка, зробіть одне з двох: 1. Напишіть хоча б гарний накид статті на цій підсторінці. Зверніть увагу: не треба копіювати текст, що порушує авторські права, на зазначену підсторінку й редагувати його. Якщо ви взялися за написання нової статті, не забудьте сповістити про це на сторінці обговорення. 2. Залиште все як є, і тоді статтю буде вилучено. У випадку, якщо новий текст написано не буде, цю статтю буде вилучено через тиждень після появи цього попередження (детальніше див. документацію шаблону). Вихідний текст цієї статті з можливим порушенням копірайту можна знайти в історії змін. Зверніть увагу, що розміщення у Вікіпедії матеріалів, автор яких не надав явного дозволу на їхнє використання відповідно до ліцензії GNU FDL без незмінюваних секцій та Creative Commons із зазначенням автора / розповсюдження на тих самих умовах, може бути порушенням законів про авторське право. Користувачів, які додають до Вікіпедії такі матеріали, може бути тимчасово позбавлено права редагувати статті. Попри все, ми завжди раді вашим оригінальним статтям. Дякуємо. Цю сторінку внесено до категорії Вікіпедія:Можливе порушення авторських прав. |

| Текст вилучений зі статті через підозру в порушенні авторських прав |
| --- |
| Текст, що раніше перебував на цій сторінці, запідозрено в порушенні авторських прав на текст із таких джерел: https://esu.com.ua/article-36599 Дата, коли було знайдено порушення: 4 серпня 2025. Тому, хто повісив цей шаблон: На сторінку обговорення користувача, який розмістив цю статтю, варто додати повідомлення {{subst:nothanks cv\|Бузанева Євгенія Вікторівна\|url=https://esu.com.ua/article-36599. |
| До уваги користувача, який розмістив цю статтю Не редагуйте статтю зараз, навіть якщо ви збираєтеся її переписати. Дотримуйтесь вказівок нижче. - Якщо власник авторських прав на зазначений вище матеріал дозволяє використовувати його на умовах GNU FDL без незмінюваних секцій та Creative Commons із зазначенням автора / розповсюдження на тих самих умовах, будь ласка, сповістіть про це на сторінці обговорення цієї статті. - Якщо правовласником є ви, додайте на зазначеному вище ресурсі примітку: «Матеріали дозволено використовувати на умовах GNU FDL без незмінюваних секцій та Creative Commons із зазначенням автора / розповсюдження на тих самих умовах». - Якщо дозволу на використання цього матеріалу немає, будь ласка, зробіть одне з двох: 1. Напишіть хоча б гарний накид статті на цій підсторінці. Зверніть увагу: не треба копіювати текст, що порушує авторські права, на зазначену підсторінку й редагувати його. Якщо ви взялися за написання нової статті, не забудьте сповістити про це на сторінці обговорення. 2. Залиште все як є, і тоді статтю буде вилучено. У випадку, якщо новий текст написано не буде, цю статтю буде вилучено через тиждень після появи цього попередження (детальніше див. документацію шаблону). Вихідний текст цієї статті з можливим порушенням копірайту можна знайти в історії змін. Зверніть увагу, що розміщення у Вікіпедії матеріалів, автор яких не надав явного дозволу на їхнє використання відповідно до ліцензії GNU FDL без незмінюваних секцій та Creative Commons із зазначенням автора / розповсюдження на тих самих умовах, може бути порушенням законів про авторське право. Користувачів, які додають до Вікіпедії такі матеріали, може бути тимчасово позбавлено права редагувати статті. Попри все, ми завжди раді вашим оригінальним статтям. Дякуємо. Цю сторінку внесено до категорії Вікіпедія:Можливе порушення авторських прав. |

1971 року вона захистила кандидатську дисертацію на тему «Исследование и моделирование процессов в СВЧ диодах Шоттки» під керівництвом професора В. І. Стріхи. 1988 року захистила докторську дисертацію на тему «Электронные процессы в структурах металл-полупроводник с разными типами переходного слоя».
У Київському університеті працювала на різних посадах:

## Наукова діяльність
Основний Це сприяло розвитку молекулярної та біоелектроніки, а також створенню нових швидкодіючих комп'ютерних систем, які використовуються у космічній та атомній галузях.
Вона експериментально виявила електролюмінісценцію (514-640 нм) у структурах метал (Al)-наноструктурований Si, що було передбачено теоретично. Розвинула нанотехнологію та створила нові матеріали, побудовані з наноблоків ДНК/фулерен C60, ДНК/вуглецеві нанотрубки, ДНК/нано-Si та інших. У таких самоасамбльованих шарах відкрито електронні та оптичні явища, що дозволяє створювати нові елементи електронної пам'яті та сенсорів випромінювання.
Її дослідження у 1995-2001 роках були підтримані грантами УКНТ «Фундаментальні дослідження», CRDF Американського національного фонду наукових досліджень (Grant VC1-338), а також грантами від Європейського Союзу.
Євгенія Бузанєва є автором однієї та співавтором двох монографій, а також 187 наукових публікацій. Вона була редактором двох книг серії NATO Series. Постійно керувала практикою та випускними роботами студентів радіофізичного факультету.

## Основні праці
«Полупроводниковые приборы с барьером Шоттки» (1974, співавтор)
«Физические основы надежности контактов металл–полупроводник в интегральной электронике» (1987, співавтор)
«Микроструктуры интегральной электроники» (1990)
«Frontiers in Nanoscale Science of Micron/Submicron Devices» (1996, співавтор)
«Frontiers of Nano-Optoelectronic Systems» (2000, співавтор)
«Frontiers of multifunctional nanosystems» (2003, співавтор)